# RENTRER EN SOI
RENTRER EN SOI(リエントール アン ソイ)は日本のヴィジュアル系バンド。2001年に結成、2008年に解散。
バンド名はフランス語で「自己回帰」という意味を持つ。敢えて「ラントレ・アン・ソワ」という本流の読みをしない。
「人は過去があるからこそ自己回帰をし、今を生きて未来を創造する」という“時の流れ”をテーマに7年間活動した。
日本のみならず、幾度の海外公演で海外でも人気を博した。
FREE-WILLに所属しており、初期は同会社に所属していた元BAISERの紫（YUKARI）がプロデュースを担当していた。

## メンバー
- 砂月（サツキ）（Vocal）
現在は、ソロアーティストとしてボーカルの他にも様々な活動を行い、精力的に海外公演も敢行している。
- 匠（タクミ）（Guitar）
現在は、サウンドクリエーターとしてDIR EN GREYのマニピュレートなどを担当。2013年、DIR EN GREYの京が率いるsukekiyoにGt&Pianoで加入。
- 瞬（シュン）（Guitar）
- 遼（リョウ）（Bass）
- 未架（ミカ）（Drums）
現在はビデオプロダクションの代表を務め、様々な映像制作を手がけている。また匠と同じく2013年、sukekiyoにDrで加入。

### 旧メンバー
- 蒼（アオ）（Guitar）
- 2001年～2004年までいたメンバー。2004年、関係者とのトラブルにより音楽活動を引退した。引退後は結婚している。

## 概要
2001年、砂月、匠、遼、蒼の4人から「Rentrer en Soi」として結成。
2003年3月、未架がドラマーとしてバンドに加入。
2004年2月のツアーを最後に蒼が脱退し、代りに瞬が加入。
2008年9月16日に解散を発表。
2008年12月25日の聖夜に完結。

## 作品

### デモテープ
- Special X'mas Tape（2001年12月25日）

### シングル
- 初まりの涙の音が風に消される夜に...（2001年6月19日、2001年8月22日）
- 悲痛傷痕（2002年3月27日）
- 苺オブラート（2003年3月16日～4月24日）
- 神話（2003年3月16日～4月24日）
- 星屑の螺旋 -ReSpirial-（2003年3月16日～4月24日）
- 桜舞 〜夢の中目覚めれば…〜（2003年5月1日）
- 受胎告知 〜La Renaissance（2004年2月10日）
- wither（2004年10月27日）
- 全景色腐り果てる今、唯一… (2005年2月27日)
- 水夢見る蝶々（2005年5月25日）
- PROTOPLASM（2006年2月22日）
- 鴉色の胎児（2006年4月26日）
- I hate myself and want to...（2006年10月25日）
- 密室と孤独に毒された憂鬱（2006年12月20日）
- THE ABYSS OF DESPAIR（2007年3月28日）
- AMONGST FOOLISH ENEMIES（2007年4月18日）
- STIGMATA（2008年3月26日）
- UNENDING SANCTUARY（2008年7月30日）

### ミニアルバム
- ゆりかご（2004年3月30日）
- Astreの絲（2005年8月24日）
- Keinの棺（2005年8月24日）
- MEGIDDO（2008年10月22日）

### アルバム
- Sphire-Croid（2005年1月26日）
- RENTRER EN SOI（2006年5月31日）
- The bottom of chaos（2007年8月1日）
- AIN SOPH AUR（2008年11月19日）　※ベストアルバム

### DVD
1. 『Cinema Cradle』（2004年8月25日）
2. 『MILLENARIANISM 〜THE WAR OF MEGIDDO〜』（2009年3月4日）